# Jonny Yull
Jonny Yull, né le 5 mars 2005 à Amersham en Angleterre, est un footballeur australien qui évolue au poste de milieu central au Adélaïde United FC.

## Biographie

### En club
Né à Amersham en Angleterre, Jonny Yull est formé par l'Adélaïde United, où il commence sa carrière. Le 20 janvier 2021, il joue son premier match professionnel avec l'équipe première, face au Perth Glory FC, en A-League. Il entre en jeu à la place de Nathan Konstandopoulos (en) lors de cette rencontre perdue par son équipe (5-3 score final). Il signe son premier contrat en juin 2021 avec Adélaïde United.
En juillet 2022, Yull fait un essai de deux semaines avec le Chelsea FC. Mais après avoir convaincu le club anglais, qui a prolongé son essai pour qu'il dure un mois, Adélaïde United rejette l'offre qui lui est faite de la part des blues.

### En sélection
Jonny Yull est convoqué pour la première fois avec l'équipe d'Australie des moins de 20 ans en figurant dans la liste des 23 joueurs du sélectionneur Trevor Morgan en vue de la Coupe d'Asie des moins de 20 ans en 2023. Il est, à 17 ans, le plus jeune de l'équipe.